# نيكولاس نيغروبونتي
نيكولاس نيغروبونتي (بالإنجليزية: Nicholas Negroponte) (و. 1943  م) هو عالم حاسوب، ومهندس معماري، ومستثمر، وأستاذ جامعي أمريكي، ولد في نيويورك.
كان المدير المؤسس لمختبر وسائل الإعلام بمعهد ماساتشوستس للتكنولوجيا (MIT) وصاحب مبادرة حاسوب محمول لكل طفل (OLPC). اكتسب نيغروبونتي شهرة مع كتابه (Being Digital 1995)، الذي تنبأ فيه بمستقبل تصبح فيه التقنية الرقمية جزءًا رئيسيا من الحياة اليومية للبشر.

## حياته
ولد نيغروبونتي لعائلة يونانية ثرية تعمل بمجال الشحن وعاش في سويسرا ولندن ونيويورك عندما كان طفلاً، وفي عام 1961 التحق بمعهد ماساتشوستس للتكنولوجيا في كامبريدج، لدراسة الهندسة المعمارية. وبدأ في استخدام الحاسب كأداة في التصميم المعماري. في عام 1966 تخرج نيغروبونتي من معهد ماساتشوستس للتكنولوجيا بدرجة الماجستير في الهندسة المعمارية وانضم إلى هيئة التدريس هناك. على مدار السنوات القليلة التالية، عمل أيضًا أستاذًا زائرًا في جامعة ييل في نيو هافن، كونيتيكت، وجامعة ميشيغان في آن أربور في ميشيغان، وجامعة كاليفورنيا في بيركلي. وفي عام 1968 أسس مجموعة MIT Architecture Machine Group، التي أجرت بعضًا من أولى الأبحاث حول التفاعل الإنساني الحاسوبي. كتب نيغروبونتي كتابًا بعنوان الآلة المعمارية: نحو بيئة أكثر إنسانية (1970) (The Architecture Machine: Toward a More Human Environment)، يشرح بالتفصيل عمله.
أسس نيغروبونتي معمل MIT Media في عام 1985، وقد تأسس المختبر استجابة للدور المتنامي لأجهزة الكمبيوتر في الحياة الحديثة وكان مفوضًا بالإنفاق المالي على المختبر وإيجاد طرق مبتكرة لتطوير تقنيات وسائط رقمية جديدة. المثير للدهشة هو أن المختبر نشأ من كلية الهندسة المعمارية في معهد ماساتشوستس للتكنولوجيا وليس من كلية الهندسة الكهربائية وهي التي تضم قسم علوم الحاسب. بحلول عام 1987، كان المختبر يعمل في تطوير تقنيات مثل التعرف على الكلام، والموسيقى الإلكترونية، والهولوغرافي، والتلفزيون المتقدم، والنشر الإلكتروني، وألعاب الكمبيوتر. وظف المختبر شخصيات بارزة في التقنية مثل عالم الكمبيوتر ألان كاي، والعالم المعرفي وفيلسوف الذكاء الاصطناعي مارفن مينسكي، وعالم الكمبيوتر وعالم الرياضيات سيمور بابيرت لإجراء أبحاثه. وقد تبنى المختبر عقيدة «اعرضه أو يموت» ”Demo or Die“ وكانت شيئا غير اعتيادي، فهي تطالب الطلاب وأعضاء هيئة التدريس بعدم نشر أبحاثهم التقنية بل إظهار ابتكاراتهم لرعاة المختبر من الشركات قبل ذلك.
بالإضافة إلى عمله في مختبر وسائط الإعلام Media Lab، موّل نيغروبونتي أكثر من 40 شركة ناشئة، واحدة من أكثر المجلات نجاحًا كانت مجلة Wired، حيث ساهم نيغروبونتي فيها بمبلغ 75,000 دولار من أمواله الخاصة في عام 1992. في مقابل أمواله، مُنح نيغروبونتي مساحة منتظمة لكتابة عمود رأي حول الثقافة الرقمية لكل إصدار من المجلة، مما زاد من شعبيته لدى التقنيين.
في عام 1995، نشر نيغروبونتي كتابه الأكثر مبيعًا Being Digital، والذي وصف وتوقع فيه مستقبلًا يتألف من وحدات بت رقمية مختلفة عن العالم التناظري القديم الذي يشتمل على كائنات، أو «ذرات». وتنبأ بأن الأشياء الموجودة في عالم الذرات، مثل الصحف والكتب والأفلام والسيارات، ستستمر إلى حد كبير في الوجود ولكن سيتم استبدالها بالقطع الرقمية في شكل وسائط جديدة، ويتفق معظم المجتمع الرقمي على أن نيغروبونتي كان صائبا في رؤيته المركزية للمستقبل حيث أن البتات ستحول الفيديو والنص والصوت والتصوير الفوتوغرافي إلى وسيط واحد موحد.
في عام 2000، أخذ نيغروبونتي إجازة من Media Lab وأسس OLPC، التي تسعى إلى توفير أجهزة كمبيوتر محمولة لما يقدر بنحو 100 مليون طفل في جميع أنحاء العالم وهم غير متعلمين بسبب نقص المدارس. وقد صممت OLPC الأجهزة والبرمجيات لأجهزة الكمبيوتر المحمولة ذات التكلفة المنخفضة للطاقة المزودة ببرمجيات تسمح «بالتعلم الذاتي». اعتبارًا من عام 2011، تم توزيع أكثر من مليوني جهاز كمبيوتر من هذا النوع على الأطفال في البلدان النامية.

## التعليم
تعلم في معهد ماساتشوستس للتكنولوجيا، وقاعة تشوات روزماري ‏.

## وصلات خارجية
- نيكولاس نيغروبونتي على موقع IMDb (الإنجليزية)
- نيكولاس نيغروبونتي على موقع الموسوعة البريطانية (الإنجليزية)
- نيكولاس نيغروبونتي على موقع إن إن دي بي (الإنجليزية)

- نيكولاس نيغروبونتي في قاعدة بيانات الأفلام على الإنترنت